# Spinogoephanes
Spinogoephanes is een kevergeslacht uit de familie van de boktorren (Cerambycidae). De wetenschappelijke naam van het geslacht werd voor het eerst geldig gepubliceerd in 1964 door Breuning.

## Soorten
Spinogoephanes omvat de volgende soorten:
- Spinogoephanes pauliani Breuning, 1976
- Spinogoephanes vieui Breuning, 1964